# Assembleia Espiritual
Assembleia Espiritual é um termo dado por 'Abdu'l-Bahá que refere-se ao conselho elegível que governam a Comunidade Bahá'í. Devido ao fato da Fé Bahá'í não possuir clero, as assembleias espirituais têm a responsabilidade de administrar todos os assuntos da Comunidade. As assembleias espirituais existem em nível local e nacional ("nacional" pode se referir algumas vezes a uma porção de um país, ou um grupo de países).

## História

### Assembleias Espirituais Locais
A instituição da Assembleia Local foi delineada por Bahá'u'lláh no livro das leis, Kitáb-i-Aqdas:
O Senhor vosso Deus ordenou que em cada cidade se estabeleça uma Casa de Justiça onde se reúnam conselheiros em número de Bahá, não havendo mal se tal número for excedido. Eles devem considerar que estão entrando na Corte da presença de Deus, o Excelso, o Altíssimo, e que contemplam Aquele que é o Invisível. Compete-lhes ser os fidedignos do Misericordioso entre os homens, e considerar a si mesmos como os guardiães, nomeados por Deus, de todos os habitantes da terra. Incumbe-lhes consultar em conjunto e cuidar dos interesses dos servos de Deus, por amor a Ele, da mesma forma como cuidam dos seus próprios interesses, e devem escolher o que for digno e apropriado.
Este texto dá à instituição um nome, um número mínimo (nove, o "número de Bahá" refere-se ao valor numérico das letras dessa palavra, que é nove), e uma responsabilidade geral para cuidar do bem-estar de outro como se fosse o seu próprio. Apesar de a instituição resultante ser local, no Kitáb-i-Aqdas Bahá'u'lláh também falou sobre as responsabilidades da Casa Universal de Justiça. Em resposta a passagem, Mírzá Asadu'lláh Isfahání, um proeminente instrutor Bahá'í, organizou um corpo conciliar Bahá'í não-oficial em Teerã, Irã, por volta de 1878. O primeiro corpo conciliar Bahá'í oficial foi organizado sob direção de `Abdu'l-Bahá pela Mão da Causa Háji Ákhúnd em Teerã, em 1897; em 1899 era um corpo eleito. Por causa das dificuldades no Irã causado pela perseguição da Fé Bahá'í, o corpo de Teerã serviu para coordenar as atividades locais e nacionais Bahá'ís. Não se sabe qual o nome que o corpo foi organizado.
O desenvolvimento de uma comunidade Bahá'í nos Estados Unidos nos anos de 1890, necessitou a criação de corpos conciliares locais Bahá'ís. Em 1899 os Bahá'ís de Chicago elegeram um conselho local baseado na consciência das provisões do Kitáb-i-Aqdas (que foi circulado na tradução inglesa provisional datilografado por volta de 1900). Os Bahá'ís de Nova York elegeram um corpo conciliar em Dezembro de 1900. Em 1901 o conselho de Chicago foi reorganizado e reeleito e botaram o nome de “Casa de Justiça dos Bahá'ís de Chicago, Ills.” Em resposta `Abdu'l-Bahá revelou três epístolas de encorajamento e guia para o conselho, incluindo orações a recitar no início e fim das reuniões, orações que os Bahá'ís usam ao redor do mundo de hoje para as reuniões das Assembleias Espirituais.
Em 1902 `Abdu'l-Bahá enviou uma epístola muito importante para o corpo conciliar de Chicago  onde ele disse “deixe a designação desse corpo ser uma ‘Assembleia Espiritual’—por essa razão, no qual antes era usado o termo ‘Casa de Justiça’, o governo daqui por diante poderia supor que ele estivesse atuando como uma corte da Lei, ou se envolvendo em assuntos políticos, ou que, em um tempo indeterminado do futuro, ele se envolveria nos assuntos do governo.... Esta mesma designação tem sido universalmente adotada por todo o Irã.” Por essa razão, os corpos locais e nacionais Bahá'ís são designados como “Assembleias Espirituais” atualmente.

### Assembleias Espirituais Nacionais
As Assembleias Espirituais Nacionais foram pela primeira vez mencionadas no A Última Vontade e Testamento de `Abdu'l-Bahá , mas o fato foi que eles estabeleceram-se anos antes da obra ser publicamente disponível em 1922. Em 1909, Hippolyte Dreyfus escreveu extensamente sobre o papel da Casa de Justiça nacional (era assim que era designado anteriormente) na sua obra A Religião Universal: Bahaísmo, Sua Ascensão e Importação Social. Nesse ano, também, os Bahá'ís dos Estados Unidos e Canadá elegeram nove membros da “Comitê Executiva” para o Templo Bahá'í de Unidade, um corpo conciliar continental formado para construir a Casa de Adoração Bahá'í em Wilmette, Illinois, um distrito em Chicago. Subsequentemente o Templo Bahá'í de Unidade, que organizava eventos anuais, apontou comitês para a publicação da Literatura Bahá'í, coordenando a dispersão da Fé Bahá'í por volta da América do Norte, e rever as publicações Bahá'ís para a sua exatidão. Até o tempo do falecimento de `Abdu'l-Bahá em Novembro de 1921, o Templo Bahá'í de Unidade funcionava como um corpo coordenador Bahá'í "nacional".
Na mesma carta de 5 de março de 1922 para os Bahá'ís do mundo que pediu a eleição das Assembleias Espirituais Locais, Shoghi Effendi convidou-os “indiretamente” para eleger a Assembleia Espiritual Nacional. Ele também enumerou as comitês que a Assembleia Espiritual Nacional deve ter a fim realizar suas responsabilidades. A eleição "indireta" refere-se ao processo, mencionado na obra A Última Vontade e Testamento de `Abdu'l-Bahá, de os Bahá'ís elegerem um ou mais delegados de cada localidade, que os representaria em uma convenção nacional e votaria para os nove membros da Assembleia Espiritual Nacional. O tópico do Mundo Bahá'í em 1928 listou nove Assembleias Espirituais Nacionais: Pérsia (Irã); Estados Unidos e Canadá; Alemanha; Reino Unido e Irlanda; Índia e Birmânia; Egito; Turquistão; Cáucaso; e Iraque. Destes, o conselho do Irã era ainda a "Assembleia Espiritual Central", em Teerã, eleitos pelos Bahá'ís daquela comunidade; até 1934 uma lista de membros nacional Bahá'í pode ser elaborada que permitiu a eleição dos delegados e a reunião de uma convenção nacional inteiramente representativa. É possível que os conselhos de Turquistão e do Cáucaso também fossem preliminares.
Por volta de 1953 o número de Assembleias Espirituais Nacionais ao redor do mundo aumentou para 12; em 1963, 56; em 1968, 81, em 1986, 168; em 2001, 182. Uma parte importante do processo foi o estabelecimento das Assembleias Espirituais Nacionais "regionais"; assim em 1951 toda a América do Sul elegeu uma única Assembleia Espiritual Nacional, mas em 1963 quase todas as nações nesse continente tinha o seu próprio. As Assembleias Espirituais Nacionais ainda estão sendo formadas enquanto as áreas do mundo conseguem a liberdade religiosa. Algumas Assembleias Espirituais Nacionais foram formadas em áreas menores que uma nação: Alasca, Havaí, e Porto Rico tem o seu próprio conselho “nacional” porque eles são geograficamente separados dos outros quarenta e oito estados; Sicília tem o seu próprio porque Shoghi Effendi disse que as ilhas principais como também no Caribe devem eleger Assembleias Espirituais Nacionais independentes.
Como as Assembleias Espirituais Locais, todas as Assembleias Espirituais Nacionais tem nove membros e são eleitos anualmente, normalmente durante o Festival de Ridván (Abril 21-Maio 2). Todas as eleições Bahá'ís ocorrem em convenções onde reina uma atmosfera de oração e se fazem sugestões de iniciativas para a Assembleia a eleger. Nas eleições Bahá'ís não é permitida qualquer tipo de campanha eleitoral, apresentação ou nomeação de candidatos.
Os membros das Assembleias Espirituais Nacionais participam na eleição da Casa Universal de Justiça, a autoridade máxima da Fé Bahá'í.

## Natureza e propósito
Bahá'u'lláh, 'Abdu'l-Bahá, e Shoghi Effendi mencionaram como as Assembleias Espirituais devem ser eleitas pelos Bahá'ís, definiram sua natureza e finalidades, e descreveram em detalhes consideráveis como devem funcionar. Como essas instituições estão mencionadas nos textos sagrados Bahá'ís, os Bahá'ís considera-os como divinos por natureza, e pela riqueza das escrituras de orientação entram em contraste no caso da escassez dos textos escritos no qual as instituições Judaicas, Cristãs e Islâmicas por exemplo se baseiam.
A Casa Universal de Justiça tem dito que entre as responsabilidades das Assembleias Espirituais Locais é para que fossem "canais de orientação divina, planejadores dos trabalhos de ensino, desenvolvedores de recursos humanos, construtores de comunidades, e pastores amores de multidões."  Em um nível prático, organizam as comunidades locais Bahá'ís mantendo um fundo local Bahá'í, possuindo um centro local Bahá'í (isso se existir), organizam eventos Bahá'ís, aconselham os Bahá'ís com dificuldades pessoais, ajudam com os casamentos e funerais Bahá'ís, providenciam programas educacionais para adultos e crianças, publicam a Fé Bahá'í localmente, providenciam projetos para o desenvolvimento social e econômico da região, e registram novos membros da religião. As Assembleias Espirituais apontam indivíduos, grupos de trabalho, e comitês para realizar muitas de suas funções. As Assembleias Espirituais Nacionais têm um mandato similar no nível nacional: coordenam publicações e distribuição da literatura Bahá'í, direciona relações com organizações nacionais e agências governamentais, acompanham o trabalho das assembleias espirituais locais, e (em alguns países) Conselhos Regionais, ajustam limites judiciais dos locais Bahá'ís, providenciam vários serviços e programas educacionais, e ajustam ao todo o tom e a direção da comunidade nacional.